# 佐伯警察署 (大分県)
佐伯警察署（さいきけいさつしょ）は、大分県警察が管轄する警察署の一つである。

## 概要
2011年12月に市街地から西にやや離れた佐伯市大字鶴望へ新築移転。移転後には、警察署が設置されていた市街地の治安確保のために新たに交番が設置された。

## 沿革
- 1876年（明治9年） - 大分県警部第5出張所として発足。
- 1877年（明治10年） - 佐伯警察署となる。
- 1948年（昭和23年） - 自治体警察である佐伯市警察署と、国家地方警察である佐伯地区警察署に分割される。
- 1954年（昭和29年） - 大分県警察発足に伴い、佐伯警察署となる。
- 1970年（昭和45年） - 佐伯市大手町から現在地に新築移転。
- 2011年（平成23年）12月 - 佐伯市大字鶴望に新築移転。

## 交番・駐在所
- 佐伯中央交番 - 佐伯市長島町1丁目2-1
- 大入島警察官駐在所 - 佐伯市大字守後浦1015-3
- 堅田警察官駐在所 - 佐伯市大字長良62
- 木立警察官駐在所 - 佐伯市大字木立1431-5
- 弥生南警察官駐在所 - 佐伯市弥生大字門田1320-4
- 弥生北警察官駐在所 - 佐伯市弥生大字井崎1798-5
- 米水津警察官駐在所 - 佐伯市米水津大字浦代浦1215-2
- 上浦警察官駐在所 - 佐伯市上浦大字浅海井浦144-7
- 本匠警察官駐在所 - 佐伯市本匠大字宇津々1990-2
- 鶴見警察官駐在所 - 佐伯市鶴見大字地松浦395-3
- 蒲江警察官駐在所 - 佐伯市蒲江大字蒲江浦3284-2
- 名護屋警察官駐在所 - 佐伯市蒲江大字丸市尾浦636-1
- 上入津警察官駐在所 - 佐伯市蒲江大字畑野浦1700-4
- 直川警察官駐在所 - 佐伯市直川大字上直見571-5
- 重岡警察官駐在所 - 佐伯市宇目大字塩見園1494-1
- 小野市警察官駐在所 - 佐伯市宇目大字小野市2864

## アクセス
- JR九州日豊本線 佐伯駅から徒歩約12分